# Portuno
Portuno (em latim: Portunus ou Portumnus) era o deus romano das chaves, portas e do gado, além de proteger os depósitos onde se depositavam os cereais. Provavelmente por causa das associações populares entre o termo porta ("porta", "portão") e portus ("porto", a "porta para o mar"), Portuno passou a ser confundido depois com Melicertes (Palaemon) e evoluiu para um deus primordialmente relacionado com os portos. No adjetivo latino "importunus", seu nome foi utilizado para descrever as ondas e o clima desfavoráveis e s ventos contrários, um termo que ecoa no termo em português "oportuno" e no seu antônimo, "inoportuno", que significam "em boa hora" e "em má hora". Assim, Portuno seria o responsável pelas "oportunidades".
Seu festival, celebrado em 17 de agosto, o décimo-sétimo dia antes das calendas de setembro, era a Portumnalia ou Portunalia, um feriado menor no ano romano. Neste dia, as chaves eram atiradas no fogo para dar boa sorte de uma forma solene e lúgubre. Seu atributo era uma chave e seu templo principal em Roma, o Templo de Portuno, ainda está no Fórum Boário.
Portuno aparentemente estava muito ligado ao deus Jano, com quem divide uma série de características, funções e até mesmo o símbolo da chave. Assim como Jano, Portuno também era representado como um ser de duas cabeças, cada uma olhando para uma direção, em moedas e na proa dos navios. Ele era considerado um "deus portuum portarumque praeses" (literalmente "deus dos portos e portões").
A relação entre os dois deuses é sublinhada pelo fato de a data escolhida para a dedicação do templo reconstruído de Jano no Fórum Holitório pelo imperador Tibério foi o dia da Portunalia.
Seu flâmine, chamado "flâmine portunal", um dos flâmines menores, realizava o ritual de ungir a lança (hasta) da estátua do deus Quirino, com um unguento especialmente preparado para este fim e armazenado numa pequena vasilha chamada persillum.